# Can I Borrow a Dollar?
Can I Borrow a Dollar? – debiutancki album amerykańskiego rapera Commona wydany w 1992 roku.

## Lista utworów
1. "A Penny For My Thoughts"
2. "Charms Alarm"
3. "Take It EZ"
4. "Heidi Hoe"
5. "Breaker 1/9"
6. "Two Scoops Of Raisin" (razem z Immenslope)
7. "No Defense"
8. "Blows To The Temple"
9. "Just In The Nick Of Rhyme"
10. "Tricks Up My Sleeve" (feat. Rayshel)
11. "Puppy Chow"
12. "Soul By The Pound"
13. "Pitchin' Pennies"

## Notowania

### Notowania albumu
| Utwór | Album                  | Pozycja na listach     | Pozycja na listach |
| Utwór | Album                  | Top R&B/Hip Hop Albums |                    |
| 1993  | Can I Borrow a Dollar? | 70                     |                    |

### Notowania singli
| Rok  | Utwór               | Pozycja na listach | Pozycja na listach | Pozycja na listach | Pozycja na listach |
| Rok  | Utwór               | Hot Rap Singles    |                    |                    |                    |
| 1992 | "Take It Ez"        | 5                  |                    |                    |                    |
| 1993 | "Breaker 1/9"       | 10                 |                    |                    |                    |
| 1993 | "Soul by the Pound" | 7                  |                    |                    |                    |